# Бутенко, Вячеслав Михайлович
Вячеслав Михайлович Бутенко (род. 6 августа 1942) — советский и российский актёр театра и кино, заслуженный артист Российской Федерации (1997).

## Биография
Вячеслав Бутенко родился 6 августа 1942 года.
В 1964 году окончил студию при театре имени Моссовета под руководством Ю. А. Завадского, после чего был принят в его труппу.
С 1964 по 1967 год состоял в браке с актрисой Маргаритой Тереховой.
Творчеству Вячеслава Бутенко присуща склонность к психологическому гротеску и эксцентрической остроте сценического рисунка.

## Награды
- Заслуженный артист Российской Федерации (1997)[1]

## Роли в театре

### Театр имени Моссовета
- «Цезарь и Клеопатра» Джорджа Бернарда Шоу — Аполлодор[2]
- «Эдит Пиаф» В. И. Легентова — Жан
- «Иисус Христос — суперзвезда» — Кайафа
- «Белая гвардия» — Фон Шратт
- «На золотом озере» — Чарли Мартин
- «Мистерия о нерождённом ребёнке, о несбывшейся матери и Всевышнем Отце» — Валяев
- «Василий Тёркин» по А. Т. Твардовскому — Василий Тёркин
- «На полпути к вершине» П. Устинова — Роберт
- «Театр Гарсиа Лорки» по произведениям Федерико Гарсиа Лорки — Дон Дроздильо[3]
- «Маскарад» М. Ю. Лермонтова — князь Звездич
- «Дядюшкин сон» Ф. М. Достоевского — Мозгляков

## Фильмография
- 1965 — Наш дом — пассажир автобуса
- 1969 — Белая перчатка — Генри Голтспер
- 1969 — Улица Ангела — Джордж
- 1970 — Дядя Ваня — работник
- 1973 — Василий Тёркин
- 1976 — Русалочка
- 1976 — Пока стоят горы
- 1978 — День приезда — день отъезда — Прокопенко
- 1979 — Небо — земля
- 1980 — И вечный бой… Из жизни Александра Блока
- 1982 — Красные колокола. Фильм 2. Я видел рождение нового мира — Лев Троцкий
- 1986 — Борис Годунов — Иван Воротынский
- 1988 — Гулящие люди
- 1992 — Разыскивается опасный преступник — подполковник Сысоев
- 1995 — Красная вишня / 红樱桃 (Китай, Россия) — фон Дитрих, немецкий генерал
- 1997 — Война окончена. Забудьте... — Павел Алексеевич
- 2000 — Салон красоты
- 2001 — Времена не выбирают — Леонид Мазаев
- 2002 — Театральный роман
- 2003 — На углу у Патриарших 3
- 2005 — Иллюзия мечты
- 2007 — Любовь на острие ножа
- 2007 — Изгнание
- 2008 — Встречная полоса — отец Олега Долгорукого
- 2009 — Исаев — Гаврилин